# Ivan Anušić
Ivan Anušić (ur. 13 października 1973 w Osijeku) – chorwacki polityk i samorządowiec, deputowany, od 2023 wicepremier i minister obrony.

## Życiorys
W 1991 przerwał naukę w szkole średniej, dołączając do chorwackiego wojska podczas trwającej wojny. Służył w gwardii narodowej i siłach policyjnych, do połowy 1995 brał udział w różnych operacjach wojskowych. W chorwackich siłach zbrojnych służył do 2001. Ukończył studia na wydziale kinezjologii Uniwersytetu w Zagrzebiu. W latach 2002–2005 był prezesem klubu sportowego i trenerem kick-boxingu. Następnie do 2017 pełnił funkcję burmistrza gminy Antunovac.
W 2011 wstąpił do Chorwackiej Wspólnoty Demokratycznej (HDZ), w 2020 objął stanowisko wiceprzewodniczącego partii. W 2015, 2016, 2020 i 2024 wybierany na posła do Zgromadzenia Chorwackiego. W 2017 został żupanem żupanii osijecko-barańskiej.
W listopadzie 2023 dołączył do drugiego rządu Andreja Plenkovicia, obejmując w nim urzędy wicepremiera i ministra obrony. Utrzymał obie te funkcje w utworzonym w maju 2024 trzecim rządzie lidera HDZ.